# Фабрика за сънища
„Фабрика за сънища“ (на датски: Drømmebyggerne) е датска компютърна анимация от 2020 година на режисьора Ким Хаген Йенсен, по сценарий на Сорен Гриндерслев Хансен. Филмът е пуснат по кината на 6 февруари 2020 г. в Дания.
В България премиерата на филма в кината е пусната на 18 март 2021 г. от „Про Филмс“.
Синхронен дублаж
| Роля                  | Изпълнител       |
| --------------------- | ---------------- |
| Мина                  | Елена Грозданова |
| Джени                 | Ива Стоянова     |
| Гаф                   | Явор Караиванов  |
| Джон                  | Христо Узунов    |
| Хелена                | Мими Йорданова   |
| Инспектор на сънищата | Петър Калчев     |
| Керън                 | Татяна Захова    |
| Продавачка            | Евгения Ангелова |
| Режисьор на сънищата  | Марио Иванов     |
| Майло                 | Симеон Дамянов   |
| Сърдитко              | Сотир Мелев      |

| Обработка           | студио „Про Филмс“                 |
| ------------------- | ---------------------------------- |
| Преводач            | Димана Воденичарска                |
| Тонрежисьори        | Детелина Ралчевска Станислав Донев |
| Режисьор на дублажа | Анна Тодорова                      |